# Яли (остров)
Яли́ (греч. Γυαλί «стекло») — греческий вулканический остров в Эгейском море. Расположен к югу от Коса и к северу от Нисироса. Входит в группу островов Додеканес. Население 21 житель по переписи 2011 года. Площадь острова составляет 4,558 квадратного километра. Длина острова в направлении с юго-запада на северо-восток — 5 километров, ширина — 0,5—2 километра.
Село Яли создано в 1961 году. Входит в сообщество Мандракион в общине Нисирос в периферийной единице Кос в периферии Южные Эгейские острова.

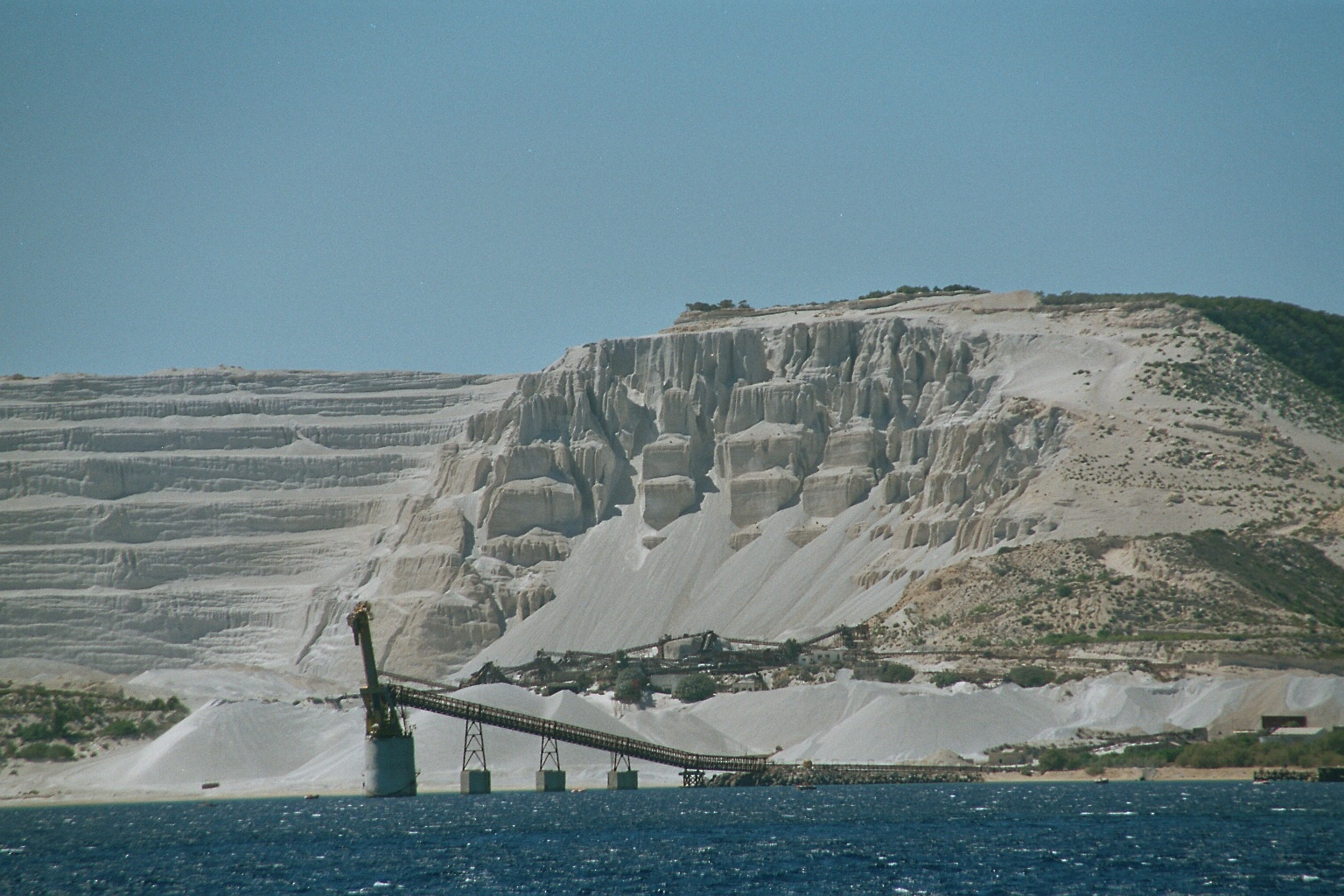
Карьеры добычи пемзы на острове Яли.

На острове в древности, как и в настоящее время, добывалась пемза, перлит и обсидиан. Раскопано древнее кладбище, целое здание и руины других зданий, относящиеся к периоду позднего неолита (4-е тысячелетие до н. э.) и два тигля с медным шлаком 6000—5300 гг. до н. э., что свидетельствует о ранней металлургии. Находки выставлены в Археологическом музен Нисироса (Αρχαιολογικό Μουσείο Νισύρου) в Мандракионе.
Вулкан Яли неактивен, расположен на расстоянии 7 километров от вулкана Нисирос. Имеет два вулканических купола — на юго-западе и северо-востоке острова, соединённых узким перешейком. Формировался в течение двух вулканических циклов в плейстоцене. Слагают вулкан андезиты и риолиты.

## Население
| Год  | Население, человек |
| ---- | ------------------ |
| 1991 | 16                 |
| 2001 | 13                 |
| 2011 | ↗ 21               |